# Афганська демократична партія Ватан
Афганська демократична партія Ватан (د افغانستان د خلق دموکراټیک ګوند, або просто «Ватан» — укр. «Батьківщина») — заборонена політична партія в Афганістані. Була утворена в червні 1990 року фракцією Парчам НДПА. Дотепер єдиним джерелом інформації про партію є тільки її сайт.